# Vega (Texas)
Pour les articles homonymes, voir Vega (homonymie).
La ville américaine de Vega est le siège du comté d’Oldham, dans l’État du Texas. Lors du recensement de 2010, elle comptait 884 habitants.

## Source
- (en) Cet article est partiellement ou en totalité issu de l’article de Wikipédia en anglais intitulé « Vega, Texas » (voir la liste des auteurs).